# Viñols y Archs
Viñols y Archs (oficialmente, en catalán, Vinyols i els Arcs) es un municipio de Cataluña, España, perteneciente a la provincia de Tarragona, en la comarca del Bajo Campo. Según datos de 2021 su población era de 2193 habitantes.

## Etimología
En relación con Vinyols o Viñols, hay diversas teorías.
Según Balañà, lo hace derivar del latín «vineola» (viña pequeña). Según Moreu Rey, derivaría de «vinya» (viña)
Teoría ibérica: Enric Aguadé Sans, en su estudio de “Topónimos ibéricos. Las palabras y nombres de lugares que han perdurado del idioma ibérico“, opina que tiempo de iberos y romanos, Viñols estaba situado sobre un pequeño montículo aplanado, a uns 5 km de Cambrils, en el camino secular ibérico que unía dicha población con Alforja. Y que podía ser el primer reducto antes de llegar a la fortificación de Alforja. Según Enric Aguadé, las raíces ibéricas de Vinyols serían: - BIN = montículo, colina que por palatización del alveolar nasal se transformaría en BINY + OL = llano, plano + ES = cercado, amurallado, que se convertiría en S por desaparición de la E átona. Todo ello sería BINY + OL + S que equivaldría a: montículo llano amurallado.
En relación con Arcs o Archs, hay también diversas teorías. Según Balañà, su origen sería el árabe vulgar ÀRAKHS (bueyes, terneras). Moreu Rey indica que vendría del catalán ARCS (arcos, arcadas). 
En cuanto a las teorías ibéricas de Enric Aguadé, indica en el mismo libro citado anteriormente que serían: -ARK (fuente, depósito) + ES (cercado, amurallado) que se convertiría en S por desaparición de la E átona. ARK+ES se traduciría com fuente cercada o murallada. En defensa a esta teoría, indica la existencia de una fuente de agua potable, la llamada Foncoberta, que afloraba en el lugar colindante en donde se ha hallado la antigua población y fortaleza de Arcs. Dicha fuente y poblado se hallan donde discurría la Vía Augusta, a menos de 1 km del núcleo antiguo de Cambrils, y a la misma distancia de su playa - puerto. Por ello era un lugar ideal para proveer de agua tanto a los viajeros terrestres, como a los navegantes.

## Historia
Las primeras noticias datan de los hallazgos arqueológicos: restos de enseres del paleolítico inferior, un poblado neolítico, puntas de sílex, cerámicas, hachas de piedra, sepulcros de fundición, silos y molinos íberos, una villa romana, pero los poblados iniciales nacieron en el siglo XII, en el proceso de repoblación de la Cataluña Nueva.
El origen del municipio se basa en dos núcleos de población: Archs (els Archs o Sant Joan dels Arcs en catalán); y Viñols ('Vinyols en catalán). Estos núcleos estaban distantes 6,5 km el uno del otro.
Els Arcs o Los Archs
En sus inicios, el castillo de los Archs fue edificado en el 1154 por Ramón dels Arcs, a quien el conde Ramón Berenguer IV de Barcelona hizo entrega del lugar para repoblarlo, una vez conquistado Tarragona y todo el Campo de Tarragona a la antigua taifa musulmana de Tortosa. La señoría fue comprada en el 1243 por el Arzobispo de Tarragona Pere d’Albalat. Dicho castillo y su pequeño poblado se hallaban a escasamente un kilómetro del núcleo de Cambrils, sobre la antigua Vía Augusta de los romanos, que en aquellos tiempos era el camino real de Barcelona a Tortosa y Valencia. El antiguo municipio de Sant Joan dels Arcs aparece documentado en 1194 en una bula de Celestino III. Dependió durante un tiempo del monasterio de Bonrepòs quedando más tarde en manos de la baronía de Alforja. La crisis demográfica del siglo XIV hizo que el pueblo desapareciera casi por completo, quedando su término unido al de Viñols mediante una concordia firmada en 1339. Recientemente, con la edificación del barrio de la Fontcoberta, se han hallados restos de la fortaleza y de parte del poblado. 
La dinastía de los Arcs
El hijo Bernat de los Arcs y nieto del fundador Ramón dels Arcs fue Pere de los Arcs que vivió durante la primera mitad del siglo XIII. Pere dels Arcs, que además de ser señor dels Arcs fue también señor de Alforja, resultó ser un personaje de mala fama y belicoso, que movió broncas y asaltos por el Campo de Tarragona y en otras comarcas (asaltó y saqueó Pratdip, Puigcerver, etc.). En su testamento, del año 1242, consta que deja donativo a favor de la capilla de Santa Caterina, de los Arcos. Y, entre otras cosas, dejaba el castillo de los Archs al monasterio de Bonrepòs. Pero la abadesa de aquella comunidad, vista la importancia de las deudas del testador, optó para vender toda la deja al arzobispo de Tarragona. Lo explican Francesc Cortiella y Pere Anguera en su obra "Historia de Alforja" (1986).
Origen de Viñols
El núcleo se sitúa en una antigua masía que, en 1210, el arzobispo Ramón de Rocabertí cedió a Pere de Clariana para que repoblara, quedando como feudatario de la iglesia. Desde 1339 formó parte de la Comuna del Camp. 
Durante los años de la Guerra de Sucesión (1705-1714), Viñols y la mayoría de sus habitantes, fueron fieles a la causa del archiduque Carlos de Austria. Después de la derrota de los catalanes, el 11 de septiembre de 1714, las águilas de hierro forjado de los arcos de muchos balcones antiguos representaban una muestra de fidelidad ideológica a la alcurnia austracista.
En el Diccionario geográfico-estadístico de Pascual Madoz, de mediados de siglo XIX, consta que en Viñols y Archs, unas 200 casas. También Emili Morera en su (Geografía General de Cataluña, volumen de Tarragona, nombra Vinyols y Archs y dice que el pueblo es formado por 146 edificios y que por el término hay 53 masías.
Fue declarado el mejor pueblo de Cataluña en 1965, 1989, 1996 y 2002, y el mejor pueblo de España en 1983 y 1996.

## Geografía
Integrado en la comarca de Bajo Campo, se sitúa a 21 kilómetros de Tarragona. El término municipal está atravesado por la Autopista del Mediterráneo (AP-7), la Autovía del Mediterráneo (A-7), la carretera nacional N-340, entre los pK 1145 y 1146, y por carreteras locales que comunican con los municipios vecinos de Cambrils y Riudoms. El municipio está rodeado por los de Cambrils (SW, S y SE), Riudoms (E y N) y Montbrió de Tarragona (NW).
| Noroeste: Montbrió de Tarragona | Norte: Riudoms | Noreste: Riudoms  |
| Oeste: Cambrils                 |                | Este: Riudoms     |
| Suroeste: Cambrils              | Sur: Cambrils  | Sureste: Cambrils |

El término municipal, de forma alargada, se extiende en una llanura de suave inclinación hacia el mar mediterráneo, a la izquierda de la riera de Alforja y llega cerca del mar (a unos 200 metros aproximadamente) por el antiguo término de San Juan de los Archs y de la antigua partida rural del "Molí d'Avall", justo detrás del barrio de la Marina de Cambrils y de sus ensanches). Las edificaciones actuales cercanas a Cambrils de los barrios del Molí d'Avall y de la Fontcoberta hacen que a menudo se interprete como parte del núcleo urbano de Cambrils, en lugar del de Viñols, estando este último distante unos 7 km.
El punto más alto del término llega a unos 120 metros de altitud, mientras que el más bajo apenas se eleva a 10 metros sobre el nivel del mar. El pueblo se alza a 95 metros sobre el nivel del mar. El territorio de Viñols y Archs lo atraviesan los barrancos de las Paisanas, de Mas Rovills y el de las Eras; los dos últimos confluyen para formar el barranco del Regueral, que desemboca en la playa homónima en Cambrils.
Antiguamente el término llegaba hasta el mar, pero el avance de las tierras aluviales que conquistaron el mar y la llanura litoral cubiertas de marismas costeras lo alejaron definitivamente de las costas a lo largo de una franja (200 m) a favor del municipio de Cambrils. Las leyendas populares interpretaron que unos pactos o concordias entre los dirigentes de Cambrils y Viñols establecieron la cesión del supuesto litoral de Viñols a cambio de unas tierras situadas a poniente.
Otra curiosidad geográfica, tal como se ha expuesto antes, es la existencia de los núcleos urbanos o barrios de Molí d'Avall, Fontcoberta y Sant Joan dels Arcs, que todo y que pertenecen al término municipal del pueblo de Viñols, se hallan encastrados dentro del centro urbano de Cambrils. En el INFORME SOBRE LA REVISIÓN DEL MODELO DE ORGANIZACIÓN TERRITORIAL DE CATALUÑA, elaborado por la Comisión de expertos creada por acuerdo del Gobierno de la Generalidad de Cataluña de 3 de abril de 2000, a instancia de los diferentes grupos del Parlamento de Cataluña, presentado en diciembre de 2000, conocido también como informe Roca, en su página 132, se proponía la corrección de disfuncionalidades en los límites municipales dado que el extremo meridional del término de Viñols y Archs se encuentra en 5 km del pueblo y está empotrado en el término de Cambrils, formando un continuo urbano. Se considera en dicho informe que esta situación imposibilita una planificación y gestión urbanística correcta en este sector. Se propone en el mismo su unión la corrección de los límites territoriales agregando dichos núcleos en el de Cambrils.

## Geografía humana

### Demografía
Cuenta con una población de 2400 habitantes (INE 2024).
| Gráfica de evolución demográfica de Viñols y Archs entre 1842 y 2021 |
| |
| Población de derecho según los censos de población del INE Población de hecho según los censos de población del INEEn estos censos se denominaba Viñols: 1842, 1857, 1860 y 1877 En estos censos se denominaba Viñols y Archs: 1887, 1897, 1900, 1910, 1920, 1930, 1940, 1950, 1960, 1970 y 1981 |

### Economía
La economía de la población ha sido tradicionalmente agrícola, complementada por varias manufacturas. A mediados de siglo XIX tenía fábricas de alcohol y aguardientes, molinos de harina y rebaños de cerdos, y producía cereales, legumbres, vino, aceite, algarrobas, verduras y frutas. Actualmente se cultiva gran parte del término. El regadío, con aguas de pozos y minas, ha se ha vuelto predominante; el principal cultivo había sido en las décadas de los años 80 y 90 del siglo XX el del melocotonero, junto con el avellano; pero no obstante, estos están en regresión y últimamente se ha recuperado en gran medida el cultivo del olivo en su variedad arbequina. La viña ha retrocedido y el algarrobo, diezmado por la helada del 1956, tuvo cierta recuperación. El 1969 se fundó una cooperativa agrícola. En cuanto a la ganadería, tiene una gran importancia la avicultura, seguida por la cría de ganado porcino, ovino y de conejos.
La industria se desarrolló a lo largo de los años setenta y ochenta del siglo XX, y se estableció principalmente en las immediaciones de la vecina población de Cambrils, en el sector de Archs, alrededor de la carretera N-340, donde se formó un pequeño núcleo industrial y comercial.
En dicho sector también han proliferado algunos establecimientos comerciales como supermercados, muebles, y compraventa de coches. También se han desarrollado los servicios y ofertas de alojamiento con la instalación de un campin y un hotel.

### Comunicaciones
El término comprende el pueblo de Vinyols, que es el núcleo central, y el antiguo término de San Juan de Archs, donde hoy en día existen diversos núcleos urbanos como son los barrios del Molí d'Avall; de la Fontcoberta; i de Sant Joan. Vinyols se comunica por carretera con Riudoms y con Reus, carretera esta última que continúa por ponente hasta enlazar con la de Cambrils a Montbrió. Pasa por el S del término, al lugar de San Juan de los Archs, la carretera N-340 y la autovía A-7, que tiene un trazado más o menos paralelo a la autopista AP-7 hacia Valencia y también el ferrocarril de Tarragona en Tortosa, que tiene la estación en Cambrils.
Para acceder al barrio del Molí d'Avall, que es un enclave dentro del casco urbano de Cambrils, y debido a la barrera física que representan al norte la vía de los ferrocarriles y el barranco del Regueral, lo debe de hacer a través de la red viária urbana de la ciudad cambrilense.

## Monumentos y lugares de interés
Iglesia parroquial de Santa Catalina
La iglesia parroquial está dedicada a Santa Catalina. Es de estilo barroco y se construyó entre 1770 y 1778 sobre un edificio más antiguo. Es un edificio de tres naves y su planta es de cruz griega. La nave principal tiene cubierta de bóveda de cañón mientras que en las naves laterales la cubierta es con bóveda de arista. Conserva un retablo del siglo XVI de estilo renacentista así como una talla barroca que se cree que procede de la antigua iglesia de els Arcs. La iglesia tiene anexo un campanario con una altura de 36 metros.
Casa consistorial
El actual edificio del ayuntamiento se encuentra en la antigua Casa Torrell, edificio del siglo XVI que tiene adosada una torre de defensa. Esta torre se construyó en 1560 por orden de Francesc Torell y funcionó como prisión durante la guerra civil. Otro edificio destacado es el de Can Nicolau, construido en el siglo XVIII.
Casa de Can Nicolau

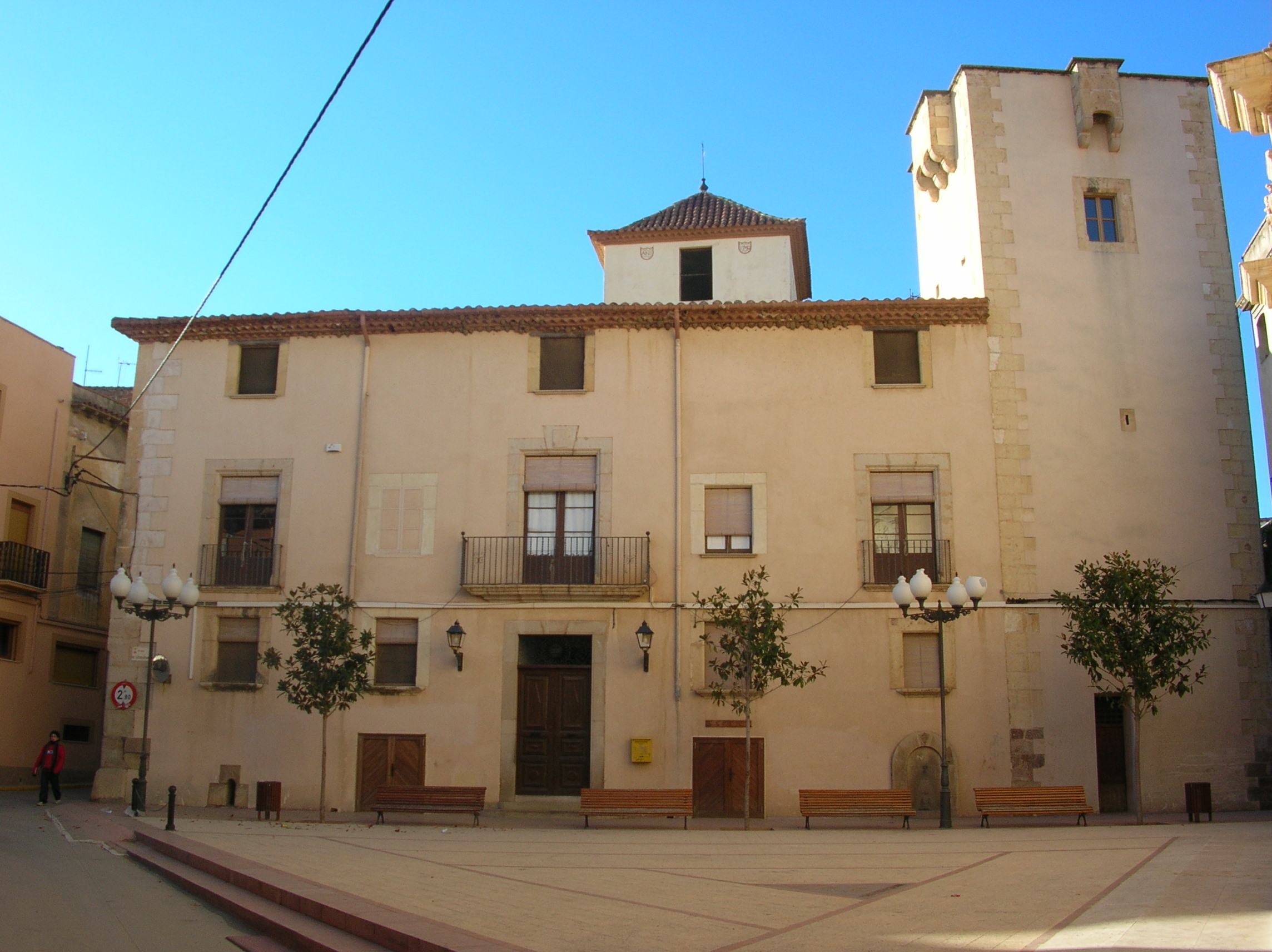
Fachada lateral de la casa consistorial.

Fue edificada a principios del siglo XVIII. Es un bello edificio compuesto de planta baja, entresuelo, planta noble y buhardillas. Hay que hacer mención especial de la capilla, oratorio y del conjunto destinado a biblioteca.
La Casa de San José
Al sector sur-oriental del término se encuentra la Casa San José de la congregación de La Salle. Es un edificio rectangular rodeado de amplios patios y jardines, inicialmente sede del Aspirantado y Noviciado de la Congregación de los Hermanos de las Escuelas Cristianas (la Salle) en Cataluña; pero de unos años acá es residencia geriátrica de los miembros de la congregación. En medio de la casa hay una amplia y bonita capilla de nave única, que todo ello de estilo neogótico.
Castillo y antiguo poblado de Archs
En unas recientes obras de excavación y urbanización del futuro barrio de la Fontcoberta, en las cercanías de Cambrils, y contiguo al antiguo camino real de Barcelona a Valencia, y antigua Vía Augusta, se han hallados cimientos del castillo y poblado. 
Coral de "noves veus"
En 1975 se fundó en el pueblo la Coral de Noves Veus que ha realizado conciertos por toda Cataluña y el sur de Francia.

## Cultura

### Fiestas patronales
Viñols y Archs celebra su fiesta mayor el 25 de noviembre, festividad de Santa Catalina. La fiesta de verano coincide con la festividad de San Juan, el 24 de junio.